# Capdepera
Capdepera é um município da Espanha na ilha de Maiorca, província e comunidade autónoma das Ilhas Baleares. Tem 54,9 km² de área e em 2021 tinha 12 003 habitantes (densidade: 218,6 hab./km²).

## Demografia
| Variação demográfica do município entre 1991 e 2004 [carece de fontes?] | Variação demográfica do município entre 1991 e 2004 [carece de fontes?] | Variação demográfica do município entre 1991 e 2004 [carece de fontes?] | Variação demográfica do município entre 1991 e 2004 [carece de fontes?] |
| ----------------------------------------------------------------------- | ----------------------------------------------------------------------- | ----------------------------------------------------------------------- | ----------------------------------------------------------------------- |
| 1991                                                                    | 1996                                                                    | 2001                                                                    | 2004                                                                    |
| 6164                                                                    | 6321                                                                    | 8239                                                                    | 9297                                                                    |